# 井川意高
井川 意高（いかわ もとたか、1964年〈昭和39年〉7月28日 - ）は、日本の元実業家、YouTuber。大王製紙前会長。大王製紙創業家3代目（同社創業者・井川伊勢吉の孫）で「ティッシュ御曹司」「生涯収支マイナス106億円君」と称される。
カジノで106億8000万円をつぎ込んだ背任事件（大王製紙事件）で有罪判決を受けた後収監された。

## 経歴

### 生い立ち
愛媛県伊予三島市（現：四国中央市）を拠点とする製紙会社大王製紙の創業家に、2代目である井川高雄の長男として生まれた。2歳下の弟、井川高博はのちに大王製紙取締役となる。
京都府京都市で生まれた後、小学校直前までアメリカ合衆国で育ち、その後、小学校入学までを大王製紙四国本社がある愛媛県で過ごす。その後、家族と共に東京都に引っ越した。渋谷区立大向小学校（現：渋谷区立神南小学校）に転入。筑波大学附属駒場中学校・高等学校を経て、東京大学法学部第2類（公法コース）を卒業。
「東大法学部へ行ったのは父の希望もあるが、学歴がすべてではないにせよ、まず社員に文句を言わせないことの一つが、東大法学部へ行っときゃあ、とりあえずうちの会社でそこで頭上がる奴はまずいねえだろから」という理由であった。また、父親は官僚になれとも言っていたが、官僚になってたら「公金横領になっていたところだった。まだ出てきてないかも」（2024年5月）などと語っている。

### 大王製紙
大学を卒業してから1年間、大原簿記学校で学ぶ。1988年（昭和63年）4月、大王製紙に入社する。三島工場次長、常務取締役、専務取締役などを経て、1998年（平成10年）6月に代表取締役副社長となった。
2006年（平成18年）4月からは、子会社であった名古屋パルプの社長を約1年間務める。オーナー企業の創業家出身に加え、取引先との関係改善やブランド戦略などによって、大王製紙の家庭紙事業を黒字転換させた経営手腕が評価され、2007年（平成19年）4月、42歳で大王製紙の第5代社長に就任した。
2008年1月には製紙業界の古紙パルプ配合率偽装問題が発覚し、（※社長就任は2007年4月だが、本人によれば）社長就任1週間で謝罪記者会見を開いたが、すべての製紙会社が偽装を行っていることは「業界の常識」と認識されており、業界内の人間は元より、消費者も表示しているほど古紙混入比率が高くないことは知っていて、「それでいいよ」ということだった。さらに製紙会社が総務部同士で連絡を取り合い、記者会見の時間まで調整した。業界1位の王子製紙と2位の日本製紙の記者会見の時間を聞き出し、自社の記者会見をその前後にはまるよう調整した。これは同じ時間に合わせると、逃げたと思われるのが癪だったからだと回想している。また、フジテレビジョンの2025年1月27日の記者会見に関して、うちのようなBtoBのメーカーの社長なら仕事の1割-2割は謝罪で、3割は定期的な挨拶などの野暮用で「謝罪慣れ」しているが、BtoCのフジテレビジョンのような会社は謝り慣れていないため、雪印のように1回で倒産することがあり得、港社長の会見を見て「あ、これメグミルクだ」と思ったとも発言している。
2011年（平成23年）6月より会長に就任する。

### 特別背任
カジノ（マリーナベイ・サンズ、ギャラクシーマカオ、ウィン・マカオ）での賭け（主にバカラ）で巨額の借金を被り、借金返済と更なる賭け金のために、大王製紙の子会社7社から2010年（平成22年）度に約23億5000万円、翌2011年4月からの半年間に約60億円を個人的に借り入れた。これら融資の多くは、子会社各社での取締役会の決議や貸借契約書の作成などは行われていたが、融資先である井川による使途も不明なまま、約50億円が未返済となっていた。関連資料によっては借入総額が106億円に上るとされることもある。
これらの事実は2011年（平成23年）9月に発覚、井川は会長職を辞任。事件が公になった後、大王製紙は井川を刑事告発する準備を進め、翌10月には東京地方検察庁が特別背任容疑での捜査に着手することが報じられた。
同年11月21日、大王製紙は井川が子会社7社から合計85億8000万円を不正に借り入れたとして告発、井川は翌22日、会社法違反（特別背任）の容疑で東京地検特捜部に逮捕された。同日、東京都渋谷区広尾にある井川の自宅や、愛媛県四国中央市の実家などが家宅捜索を受けた。起訴後の12月22日に保釈保証金3億円で保釈された。
井川が日本製紙連合会副会長を務めていた際の会長だった篠田和久王子製紙社長と親しかったため、2012年初頭、王子製紙と大王製紙の統合を考え、篠田社長に大王製紙株の売却を持ちかけたが、大王製紙役員の同意が必要との条件を出され、佐光正義大王製紙社長や叔父らの反対で断念する。
2012年（平成24年）10月10日、東京地方裁判所は井川に対して懲役4年の実刑判決を言い渡し、弁護側は判決不服として即日控訴した。2013年（平成25年）2月28日、東京高等裁判所は1審を支持して控訴棄却、弁護側は3月4日に上告した。同年6月26日、最高裁判所は井川の上告を棄却し懲役4年とした1・2審の実刑判決が確定判決となり、喜連川社会復帰促進センターに収監された。
以上の不祥事が大きく報道されている時期に、小学校時代の夏休みや冬休みに東京の学習塾で中学受験の集中講座を受けていたことを「飛行機で東京の学習塾に通っていた」、大学生のとき父親の帝王学の一環で銀座のクラブで財界の大物経営者たちとの交流していたことを「父親のカネで銀座のクラブで豪遊」などとマスコミが報じた。

### 仮釈放により出所後
2016年（平成28年）12月14日、仮釈放される。2017年6月、刑期満了。
2022年（令和4年）6月27日、日刊ゲンダイDIGITALは出所後の井川が近況を語る記事を掲載した。
その後「ギャンブル依存症は治ったので一切ギャンブルは行っていない」と公言（後述）していたが、2023年に韓国のバカラ賭博場で賭けに興じている姿を報じられている。その際の電話取材に対し「自分が主催している月額9万9000円のオンラインサロンのメンバーとお付き合いで行った」、「三日三晩賭けていたが数百万円程度の負けなのでパチンコで遊んでいる程度」と答えている。
2025年（令和7年）、X(旧Twitter)で社民党の大椿裕子参議院議員に対し差別的な投稿を行ったとして東京地裁より名誉毀損にあたるとして55万円の支払いを命じられた。

## 人物像

### 私生活
交友関係は派手であり、国会議員では、大学で同級であった浅尾慶一郎や、高校の後輩に当たる後藤田正純らと交流がある。2007年（平成19年）に行われた社長就任パーティーには、元首相の中曽根康弘、サントリー社長の佐治信忠、タレントの神田うのら、各界の著名人が出席した。雑誌編集者の佐藤尊徳とは刎頚の友ともいえる間柄で全幅の信頼を置いている。収監中においても友誼は続きその後YouTube番組において頻繁に共演している。故安倍晋三前首相とは生前頻繁に飲み合う間柄であったと自身のYouTubeなどで度々発言している。現在は石破茂を支持していると述べている。
六本木などで夜毎に酒宴を開き、藤原紀香などの女性タレント、田丸麻紀などの女性モデル、熊田曜子などグラビアアイドル、らと派手に広く交流していた。スピリタスを愛し今日においてもいわゆる港区女子らとの飲み会は続けている。日本国外のカジノを好んでマカオやラスベガスを度々訪れ、ラスベガスのホテルのショーでVIP席が用意される上客であった。ただギャンブル癖については、大王製紙事件の刑期満了後に1か月ほどシンガポールのカジノでバカラをぶっ続けでプレイしたのを最後に、本人曰く「痺れるような金額をもう張れない」ため熱が冷め足を洗ったという。
フェラーリ・365GTB/4をはじめとした高級車を複数台所有しており、収監中も通信販売で限定車を購入するなどしていたが、ギャンブルの費用を捻出するために売却された。

### 発言
- 「グループで12,000人くらいいたので、嫌われないように気を付けようと。好かれたところで仕事できない社員に好かれても困りますし。有能な敵よりも無能な部下が一番の敵」[7]
- （水原一平問題について聞かれ）「私106億8000万なんですけど、（水原の）6億8000万って端数ですよね、と思ってしまった自分がいるのが怖い」「会社の金を借りても、個人の金を盗んじゃいかん」「菊池寛はね、絶対に手を付けちゃいけない金に手を付けてからが本当の博打だって」[7]
- 電通はマスコミ・政治家の後継者をコネ採用することで人脈を築いていると主張している[30]。

## 著書
単著
- 『熔ける 大王製紙前会長 井川意高の懺悔録』（2013年11月17日、双葉社）ISBN 978-4575306026
- 『熔ける 再び そして会社も失った』（2022年6月27日、幻冬舎）ISBN 978-4-344-03978-0 [31]

共著
- 堀江貴文との共著『東大から刑務所へ』（2017年9月30日、幻冬舎新書）ISBN 978-4344984714
- 渡邉哲也との共著『熔ける日本の会社』（2023年4月3日、ビジネス社）ISBN 978-4828425122
- 高須克弥との共著『自民崩壊2.8』（2024年3月1日、徳間書店）ISBN 978-4198657819

## 出演

### テレビ
- じっくり聞いタロウ〜スター近況（秘）報告〜（2018年1月31日、テレビ東京）[32]
- 冗談会議（2018年、BSフジ）

### インターネット
- 政経電論TV（2023年5月27日- 、YouTube毎週土曜19時から）